# Metal Sonic
Metal Sonic (メタル・ソニック Metaru Sonikku) Là nhân vật phản diện phụ trong loạt phim Sonic the Hedgehog. Anh ta là một phiên bản xấu xa của Badnik của Sonic the Hedgehog và chắc chắn là sáng tạo nguy hiểm nhất của Tiến sĩ Eggman, được xây dựng cho mục đích duy nhất là tiêu diệt Sonic. Được triển khai trong các hoạt động của Eggman trên Little Planet, Metal Sonic đã đối đầu với Sonic trong trận chiến và thua cuộc, mặc dù anh ta sẽ liên tục quay lại để thách đấu với Sonic và các đồng minh. Được mô phỏng với độ chính xác cực cao sau Sonic, Metal Sonic không chỉ giống mẫu của anh ta mà còn có thể bắt chước các bước di chuyển của anh ta và đạt được vận tốc phù hợp và thậm chí vượt xa cả Sonic.
Mặc dù chủ yếu phục vụ như một người thi hành im lặng và ngoan ngoãn của Eggman, Metal Sonic là một cỗ máy thông minh với một mặt rất tối. Một kẻ giết người lạnh lùng, hung hăng và tàn nhẫn, anh ta bị ám ảnh bởi việc chứng minh sự vượt trội của mình với Sonic và loại bỏ anh ta đến mức anh ta đã nổi dậy chống lại Eggman hơn một lần để đạt được mục tiêu của mình. Tuy nhiên, cuối cùng anh luôn thất bại. Cho đến ngày nay, Metal Sonic tiếp tục là một trong những kẻ thù đáng gờm nhất của Sonic.